# Orde van de Hasjemitische Ster

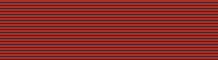
Lint

De Orde van de Hasjemitische Ster (Arabisch: "Wisam al-Najat al-Hashemi") is een ridderorde die voor dapperheid en belangrijke diensten aan het front wordt verleend.
Het was Koning Hoessein van Jordanië die deze orde in 1971 instelde. De Engels georiënteerde vorst koos vaak voor decoraties die op Britse onderscheidingen lijken. Het ontwerp met twee gespen op het donkerrode lint van deze orde herinnert aan het Britse Victoria-Kruis.

Orde van de Hasjemitische Ster

Het kleinood is een witgeëmailleerde gouden ster met zeven punten. Op iedere punt staat een gouden bal. Op de ster is een gouden schildje met het portret van de stichter gelegd en boven de ster dient een kleine gouden beugelkroon als verhoging. De ster hangt aan een gouden gesp waarop sterren en arabesken zijn gegraveerd. Opvallend is een kleine gouden sabel of kromzwaard die bovenaan het lint is bevestigd.
Het lint is van donkerrode gewaterde zijde met een ingeweven horizontaal motief en de decoratie wordt op de linkerborst gedragen.